# 安妮亞·佛傑
安妮亞·佛傑是遠藤達哉創作的日本漫畫《SPY×FAMILY間諜家家酒》的女主角之一。是某組織代號007號的實驗體，能對他人進行讀心的超能力少女，因為無法忍受組織不斷強迫自己學習和沒有童年的生活而逃離研究所，自此使用「安妮亞」的假名並隱瞞自己的能力，輾轉於多個收養家庭與孤兒院之間。在透過讀心發現洛伊德需要一個孩子好執行自己的任務時，因為感到有趣而成為他的養女且害怕又被拋棄。洛伊德對外的說法是洛伊德與兩年前亡故的前妻之間所生的女兒。

## 創作與構思
安妮亞的設計靈感為作者在連載《SPY×FAMILY間諜家家酒》前畫的短篇漫畫《煉獄的阿西婭》的主角阿西婭，在漫畫單行本第1卷的後記中，表示初期設定中，安妮亞的個子很高、性格也很壞、很陰沉。
角色形象方面，安妮亞最大特徵為頭上奇特的小巫師帽髮飾。早期設定中，安妮亞的頭髮造型有很多和現時造型相似，其中一個造型是頭上有兩隻角。

### 配音
在改編電視動畫中，安妮亞由種崎敦美演出，種崎敦美指出，她原本接到的是約兒的試音，但她認為「這個角色非早見沙織莫屬，我就算去試音也選不上的」，所以主動請求換成安妮亞的試音。

## 劇中表現
過去是某組織的超能力實驗體，編號007。幼年在無趣的「讀書」中度過，因不想過這樣的生活逃離了研究所，被孤兒院收留。在孤兒院的最近一年，安妮亞被四次領養又四次拋棄。
四五歲時，遇到了在孤兒院尋找孩子組建家庭的間諜「黃昏」洛伊德·佛傑，使用讀心術發現了其真實身份後相當興奮。於是在讀心作弊完成報紙上的填字遊戲後被他成功收養。二人假扮父女關係，安妮亞稱「黃昏」為父親，對外宣稱為亡妻的孩子。
為了讓安妮亞更像「名門子女」，「黃昏」帶她去裁縫店訂做衣服。期間偶遇了約兒，安妮亞讀心得知她是殺手後相當激動，設法撮合兩人，約兒最終成為了安妮亞的母親。
安妮亞通過入學三方會談進入了伊甸學園，在洛伊德的安排下與黨主席唐納文·戴斯蒙德的次子達米安同班。與達米安初次會面即被奚落，無意對他露出輕蔑的微笑。進而讓達米安出離憤怒而對其加以挑釁，最後導致安妮亞怒而使用母親教的防身術將他一拳揍飛。成為因違反校規年級第一個得雷的學生。之後在洛伊德的要求下安妮亞向達米安道歉，結果達米安莫名對安妮亞產生好感，因被氣得臉紅而逃跑。
在社會實踐中救了一個溺水的小男孩，安妮亞不會游泳，得到了一顆星星，是年級第一個得到星星的學生。在問及獲得星星後想要什麼獎勵，安妮亞選擇要一隻寵物狗，於是一家人周末來到了寵物店。恰逢此時有一夥恐怖分子想讓狗綁上炸藥來破壞兩國關係，而其中一隻同樣有超能力的狗恰巧遇見安妮亞，在看到狗狗心中有自己一家人的畫面後安妮亞決定去找狗狗，於是就來到了恐怖組織的基地。這隻狗保護了安妮亞，並帶著安妮亞引導洛伊德成功解決這次恐怖襲擊。在安妮亞的懇求下，一家人收留了這隻狗，安妮亞給他命名為彭德。
喜好和興趣方面，安妮亞喜歡花生。因年幼而口語表達不佳，也常誤會他人話語意思。她每週都要觀看一檔名叫《Spy Wars》的間諜動畫。

## 評價
在網路媒體GetNews列出的2022年「動畫流行語大獎」中，安妮亞的廣告詞「安妮亞知道」名列第2。在FinT的2022年「Z世代熱門排行」中，臺詞「安妮亞喜歡花生」在流行語類別中獲選為第1名，「安妮亞」則在熱門事物類別中名列第4。在Niconico大百科和pixiv百科事典合辦的「網路流行語100」中，單詞「安妮亞·佛傑」名列第10。在第21屆Newtype動畫大獎，安妮亞獲選為最佳女性角色第4名和最佳吉祥物。2023年，安妮亞在第7屆Crunchyroll動畫獎中被選為最佳配角和「必須不惜一切代價保護」角色第1名。
漫畫書資源網的評論認為安妮亞是個幽默風趣，願意挑戰新事物的孩子。她在學習和修養方面不盡理想，但是懂得運用讀心能力來解決問題，且能勇敢地幫助他人或為自己發聲，評論家認為這些優缺點很好地平衡了安妮亞這個角色。

## 迴響

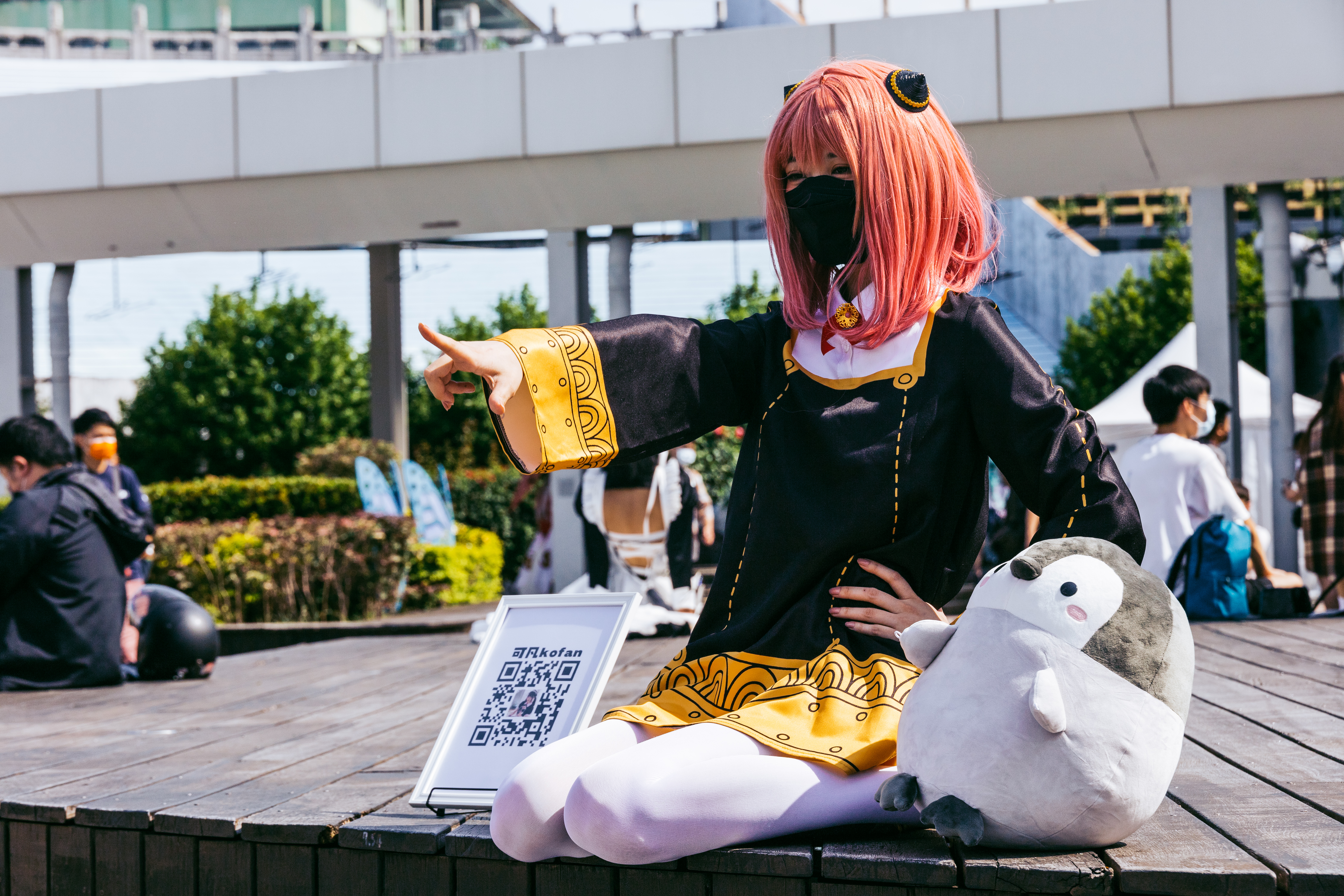
臺灣女性實況主可凡cosplay安妮亞

由於安妮亞「呵」的輕蔑微笑的表情因為其魔性在日本內外廣為流行，成為本角色最出名的表情。在連載周年（2020年）紀念的《安妮亞的最佳表情》票選活動上，該表情以大優勢位居第一。隨後派生出多種官方周邊：2022年6月發行的聯名UT系列的其中一款T恤也有該表情的出現，之後由於廣受好評使得官方決定追加生產。在歐美地區甚至湧現出各種重繪作品和梗圖，成為流行網路迷因。
2022年7月，台灣女性cosplayer銀璃在第39屆開拓動漫祭（FF39）cosplay安妮亞擺攤，穿著極度暴露且違反開拓動漫祭對cosplay服裝的規定，引發兒童色情之爭議，遭開拓動漫祭執行長蘇微希帶領工作人員「封攤」，是為「銀璃事件」。同月，日本女性cosplayer Amane Miya在推特發表自己cosplay安妮亞喝啤酒的照片，引發爭議，在推特發文道歉並刪除相關照片。